# Laurențiu Florea
Laurențiu Florea (n. 20 februarie 1981, Medgidia) este un fotbalist român, care evoluează în prezent la echipa de Liga a III-a, Callatis Mangalia.